# Lepo (Zumalai)
Lepo ist ein osttimoresischer Suco im Verwaltungsamt Zumalai (Gemeinde Cova Lima).

## Geographie

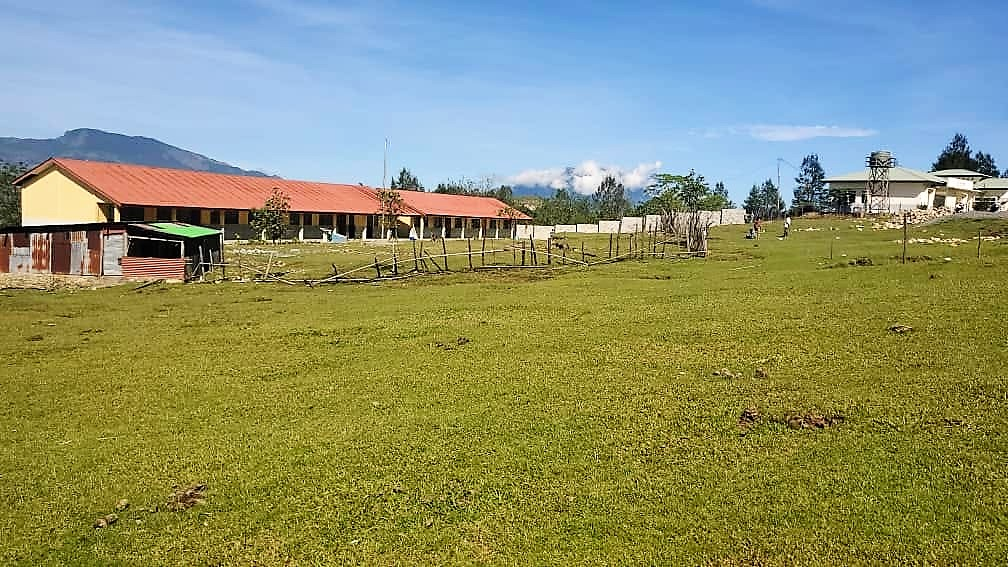
Grundschule in Lepo

Vor der Gebietsreform 2015 hatte Lepo eine Fläche von 5,15 km². Nun sind es 12,16 km². Der Suco liegt im Norden des Verwaltungsamts Zumalai. Nördlich liegt, jenseits des Flusses Fatoro, der Suco Mape, östlich Fatuleto, südlich Tashilin und westlich Zulo (Bunak für „Zibetkatze“). Der Ort Zulo liegt im Osten des Sucos Lepo. Durch beide Orte führt die Überlandstraße, die vom Ort Zumalai nach Bobonaro und Atsabe führt. Im Suco gibt es eine Grundschule, die Escola Primaria Lepo. Im Nordwesten erhebt sich der Berg Halaben.
Im Suco befinden sich die fünf Aldeias Aisal Leuc, Baulolo, Biatuma, Horba und Lepo Canua.
Touristisch hat der Suco Potential. Lepo verfügt über eine heiße, thermische Quelle.

## Einwohner

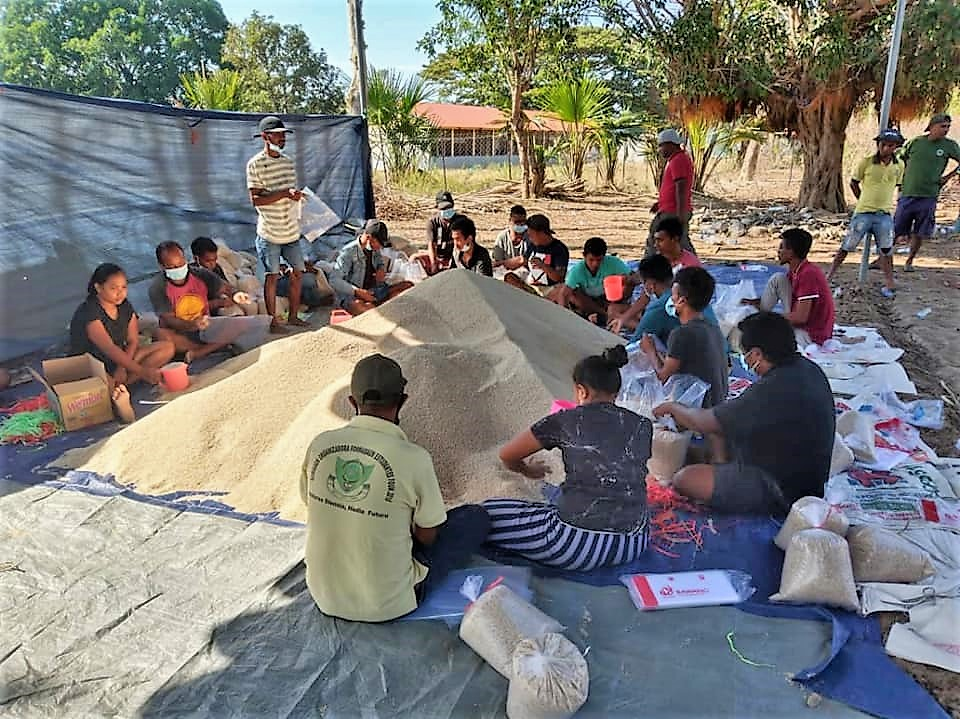
Einwohner des Sucos Lepo

Im Suco leben 2.041 Einwohner (2022), davon sind 1.028 Männer und 1.013 Frauen. Im Suco gibt es 369 Haushalte. Etwa 65 % der Einwohner geben Bunak als ihre Muttersprache an. Knapp 34 % sprechen Kemak, eine kleine Minderheit Tetum Prasa.

## Geschichte
2010 fand man die Überreste eines Toten im Suco und brachte diese mit als Ninja verkleidete Verbrecher in Verbindung, die in der Region angeblich die Bevölkerung terrorisierten. Die Nationalpolizei Osttimors entsandte daraufhin eine Spezialeinheit, um wieder für Ruhe und Ordnung zu sorgen. Der Tote soll aber bereits vor zehn Jahren Opfer eines psychisch Kranken gewesen sein, der von der Polizei verhaftet wurde. Gerade aber die Knochen seien als Beweis für die Brutalität der „Ninjas“ bei Fernsehberichten über die Polizeiaktion präsentiert worden.

## Politik
Bei den Wahlen von 2004/2005 wurde Felisberto zum Chefe de Suco gewählt. Bei den Wahlen 2009 gewann Aniceto Ferreira(Aniceto Pereira?) und wurde 2016 in seinem Amt bestätigt.